# Xã Brislet, Quận Polk, Minnesota
Xã Brislet (tiếng Anh: Brislet Township) là một xã thuộc quận Polk, tiểu bang Minnesota, Hoa Kỳ. Năm 2010, dân số của xã này là 53 người.